# 231国道
231国道（或“国道231线”、“G231线”“嫩江—双辽公路”）是一条位于中国的南北走向国道，起点是黑龙江省嫩江县，终点是吉林省双辽市。
这条国道穿越黑龙江和吉林2个省份。

## 途经城市
| 城市名             | 距起点距离 |
| ------------------ | ---------- |
| 黑龙江省嫩江市     | 0          |
| 黑龙江省讷河市     |            |
| 黑龙江省富裕县     |            |
| 黑龙江省齐齐哈尔市 |            |
| 黑龙江省泰来县     |            |
| 吉林省镇赉县       |            |
| 吉林省白城市       |            |
| 吉林省洮南市       |            |
| 吉林省通榆县       |            |
| 吉林省双辽市       |            |

1. ↑  . 中华人民共和国交通运输部.   [2024-02-11]. （原始内容存档于2024-02-11）.
2. ↑   (PDF): 39. （原始内容存档 (PDF)于2024-02-11）.